# Борба код Ђуришког манастира
Прву српску чету за четовање у Македонији формирали су, после мајског преврата, др. Милорад Гођевац, Васа Јовановић и Лука Ћеловић. За војводу је изабран калдрмџија Илија Славе, са замеником Анђелком Алексићем (београдски ашчија родом из Мидинаца, Гостиварска каза). Гођевчевом несмотренешћу у чети је примљен и Илија Вујановић, пребеглица из Бање Луке, који је због убиства аустроугарског жандармеријског наредника осуђен на смрт. У Београду је лежао у затвору због рањавања једног сељака. После издржане казне није био испоручен Аустрији јер је пребегао у чету војводе Илије. Са Вујановићем ступио је у чету и његов затворски чувар поднаредник Воја Кораћ.
Осмочлана чета је прешла границу код Буштрање (тада гранично село са Османским царством). Одмах по преласку Вујановић се сукобио са војводом Илијом, којег је ранио па побегао у Србију. Чета се одмах вратила носећи рањеног војводу. За Вујановићем расписана је награда, он је касније убијен из заседе на Дрини.

## Прва борба код Ђуришког манастира
Први неуспех није обесхрабрио Гођева, Јовановића и Ћеловића. Убрзо су формирали нову чету од 11 људи (војвода Анђелко Алексић, Арса Гавриловић - Гостиварац, Воја Кораћ, Стојан Ристић - Гиљанац, Никола из Тетова, раскалуђер Василије Трбић, Ђорђе Јанковић и још четворица неидентификованих четника). Чета је била предвиђена за Порече и почетком септембра прешла границу код Буштрање. После неколико дана дошла је до села Сушице код Ђуришког манастира (Овче поље), где је у шумарку данила. Одмор је прекинула пуцњава из правца манастира. Чету бугарског ревизионог војводе професора Николе Пушкарева нападала је турска потера. Војвода Анђелко се одлучио да помогне Бугаре нападајући Турке са леђа. Изненађени Турци су се разбежали остављајући на попришту мртве и рањене. У овом сукобу теже су рањени Арса Гавриловић коме је метак разнео раме и Никола из Тетова (погођен у груди). Покушаји Пушкарова да заустави крварење су прошли без успеха. Знајући да их ускоро очекује напад знатно јачих турских снага Пушкарев је прихватио Анђелков предлог да се заједно повуку у Србију. 
У Врању их је дочекао и угостио Извршни одбор. После неколико дана Никола Пушкарев и његова чета комита у затвореном вагону и под оружјем отпутовала је у Бугарску. Била је то прва и последња сарадња четника и комита.